# Lijst van voetbalinterlands Frankrijk - Nederland (vrouwen)
Deze lijst van voetbalinterlands is een overzicht van alle voetbalwedstrijden tussen de nationale vrouwenteams van Frankrijk en Nederland. Frankrijk en Nederland hebben 32 keer tegen elkaar gespeeld. De eerste wedstrijd tussen beide landen was op 17 april 1971 in Hazebroek, gewonnen door Frankrijk met 4-0. De wedstrijd werd door de UEFA en FIFA erkend, maar niet door de KNVB. Zodoende geldt de wedstrijd tegen Engeland in 1973 als eerste officiële wedstrijd voor het Nederlands vrouwenvoetbalelftal en het duel op 24 mei 1975 in Prinsenbeek als eerste ontmoeting met de Fransen. 

## Wedstrijden
| №  | Plaats        | Datum             | Competitie           | Wedstrijd             | Uitslag |
| -- | ------------- | ----------------- | -------------------- | --------------------- | ------- |
| 1  | Prinsenbeek   | 24 mei 1975       | Vriendschappelijk    | Nederland − Frankrijk | 1 − 0   |
| 2  | Bischwiller   | 15 november 1975  | Vriendschappelijk    | Frankrijk − Nederland | 0 − 2   |
| 3  | Eindhoven     | 17 maart 1982     | Vriendschappelijk    | Nederland − Frankrijk | 2 − 1   |
| 4  | Leeuwarden    | 16 maart 1985     | EK 1987 kwalificatie | Nederland − Frankrijk | 1 − 0   |
| 5  | Cambrai       | 16 maart 1985     | EK 1987 kwalificatie | Frankrijk − Nederland | 3 − 5   |
| 6  | Épinal        | 14 mei 1989       | Vriendschappelijk    | Frankrijk − Nederland | 1 − 2   |
| 7  | Saint-Quentin | 11 maart 1990     | Vriendschappelijk    | Frankrijk − Nederland | 0 − 1   |
| 8  | Clairfontaine | 6 februari 1994   | Vriendschappelijk    | Frankrijk − Nederland | 2 − 0   |
| 9  | Montpellier   | 9 december 1995   | EK 1997 kwalificatie | Frankrijk − Nederland | 1 − 1   |
| 10 | Sassenheim    | 6 april 1996      | EK 1997 kwalificatie | Nederland − Frankrijk | 1 − 2   |
| 11 | Oss           | 9 april 1999      | Vriendschappelijk    | Nederland − Frankrijk | 0 − 0   |
| 12 | Wijchen       | 11 april 1999     | Vriendschappelijk    | Nederland − Frankrijk | 1 − 0   |
| 13 | Eindhoven     | 30 oktober 1999   | EK 2001 kwalificatie | Nederland − Frankrijk | 1 − 1   |
| 14 | Castanet      | 15 april 2000     | EK 2001 kwalificatie | Frankrijk − Nederland | 2 − 1   |
| 15 | Hoogeveen     | 26 september 2001 | Vriendschappelijk    | Nederland − Frankrijk | 1 − 3   |
| 16 | Albi          | 25 februari 2003  | Vriendschappelijk    | Frankrijk − Nederland | 2 − 1   |
| 17 | Montbéliard   | 13 april 2005     | Vriendschappelijk    | Frankrijk − Nederland | 0 − 0   |
| 18 | Angers        | 24 september 2005 | WK 2007 kwalificatie | Frankrijk − Nederland | 0 − 1   |
| 19 | Zwolle        | 13 mei 2006       | WK 2007 kwalificatie | Nederland − Frankrijk | 0 − 2   |
| 20 | Almere        | 1 oktober 2007    | Vriendschappelijk    | Nederland − Frankrijk | 1 − 4   |
| 21 | Compiègne     | 14 december 2008  | Vriendschappelijk    | Frankrijk − Nederland | 0 − 2   |
| 22 | Tampere       | 3 september 2009  | EK 2009              | Nederland − Frankrijk | 0 − 0   |
| 23 | Larnaca       | 4 maart 2011      | Vriendschappelijk    | Frankrijk − Nederland | 1 − 2   |
| 24 | Nîmes         | 15 februari 2012  | Vriendschappelijk    | Frankrijk − Nederland | 2 − 1   |
| 25 | Eindhoven     | 24 oktober 2012   | Vriendschappelijk    | Nederland − Frankrijk | 1 − 1   |
| 26 | Nicosia       | 10 maart 2014     | Vriendschappelijk    | Nederland − Frankrijk | 0 − 3   |
| 27 | Parijs        | 23 oktober 2015   | Vriendschappelijk    | Frankrijk − Nederland | 1 − 2   |
| 28 | Utrecht       | 7 april 2017      | Vriendschappelijk    | Nederland − Frankrijk | 1 − 2   |
| 29 | Valenciennes  | 10 maart 2020     | Vriendschappelijk    | Frankrijk − Nederland | 3 − 3   |
| 30 | Caen          | 22 februari 2022  | Vriendschappelijk    | Frankrijk − Nederland | 3 − 1   |
| 31 | Rotherham     | 23 juli 2022      | EK 2022              | Frankrijk − Nederland | 1 − 0   |
| 32 | Bazel         | 13 juli 2025      | EK 2025              | Frankrijk − Nederland | 5 − 2   |

## Samenvatting
| Competitie        | Totaal gespeeld | Winst Frankrijk | Gelijk | Winst Nederland | Doelsaldo Frankrijk – Nederland |
| ----------------- | --------------- | --------------- | ------ | --------------- | ------------------------------- |
| WK-kwalificatie   | 2               | 1               | 0      | 1               | 2 − 1                           |
| EK-eindronde      | 3               | 2               | 1      | 0               | 6 − 2                           |
| EK-kwalificatie   | 6               | 2               | 2      | 2               | 9 − 10                          |
| Vriendschappelijk | 12              | 8               | 4      | 0               | 29 − 25                         |
| Totaal            | 32              | 13              | 7      | 12              | 46 − 38                         |